# Mars Express
Mars Express je raziskovalna odprava, ki jo je izdelala in jo nadzoruje  Evropska vesoljska agencija. Odpravo sestavljata orbiter Mars Express Orbiter in pristajalni modul Beagle 2, ki se je ob pristajanju izgubil. Odprava je del evropskega vesoljskega programa Rosetta,
Glavna naloga odprave je iskanje krajev primernih za razvoj živih organizmov, vode in fotografiranje marsovskega površja. Veliko instrumentov orbiterja je kopija instrumentov iz ruske sonde Mars 96  (evropske države so to odpravo denarno podprle).
Sondo so izstrelili 2. junija 2003 s Kozmodroma Bajkonur v Kazahstanu na raketi nosilki Sojuz-Fregat.

## Pomembni podatki
Med več kot 4000 preletenimi orbitami je odprava Mars Express podala mnoge pomembne podatke o Marsu:
- led na južnem tečaju planeta
- majhne količine metana in amonijaka v ozračju

Ti podatki kažejo na možnost obstoja življenja na Marsu, saj je voda zanj nujna, metan in amonijak pa v naravi najpogosteje najdemo kot posledico življenjskih procesov mikrobiotičnih bitij.

## Instrumenti
- Visible and Infrared Mineralogical Mapping Spectrometer (OMEGA) - Francija - Fotokartografiranje marsovskega površja
- Ultraviolet and Infrared Atmospheric Spectrometer (SPICAM) - Francija - raziskuje raznolikost Marsove atmosfere
- Sub-Surface Sounding Radar Altimeter (MARSIS) - Italija - radar, ki išče led, pod marsovskim površjem
- Planetary Fourier Spectrometer (PFS) - Italija - zaznavanje temperaturnih sprememb
- Energetic Neutral Atoms Analyser (ASPERA) - Švedska - marsovska atmosfera proti Sončevemu vetru
- High Resolution Stereo Camera (HRSC)- Nemčija - fotografiranje površja (do 2 m natančnosti)
- Mars Express Lander Communications (MELACOM) - Združeno kraljestvo - vmesnik za komunikacijo pristajalnega modula z Zemljo
- Mars Radio Science Experiment (Mars) - z uporabo radijskih signalov raziskuje marsovsko atmosfero in površje